# Flize
Flize is een gemeente in het Franse departement Ardennes in de regio Grand Est en maakt deel uit van het arrondissement Charleville-Mézières. De gemeente telde 1.682 inwoners op 1 januari 2022.

## Geschiedenis
Flize was de hoofdplaats van het gelijknamige kanton totdat dit op 22 maart 2015 werd opgeheven en de gemeente werd opgenomen in het kanton Nouvion-sur-Meuse. Op 1 januari 2019 werden de gemeenten Balaives-et-Butz, Boutancourt en Élan opgeheven en opgenomen in de gemeente Flize, die daardoor de status van commune nouvelle kreeg.

## Geografie
De oppervlakte van Flize bedraagt 25,97 vierkante kilometer; Op 1 januari 2022 was de bevolkingsdichtheid 64,8 inwoners per km².

De onderstaande kaart toont de ligging van Flize met de belangrijkste infrastructuur en aangrenzende gemeenten.

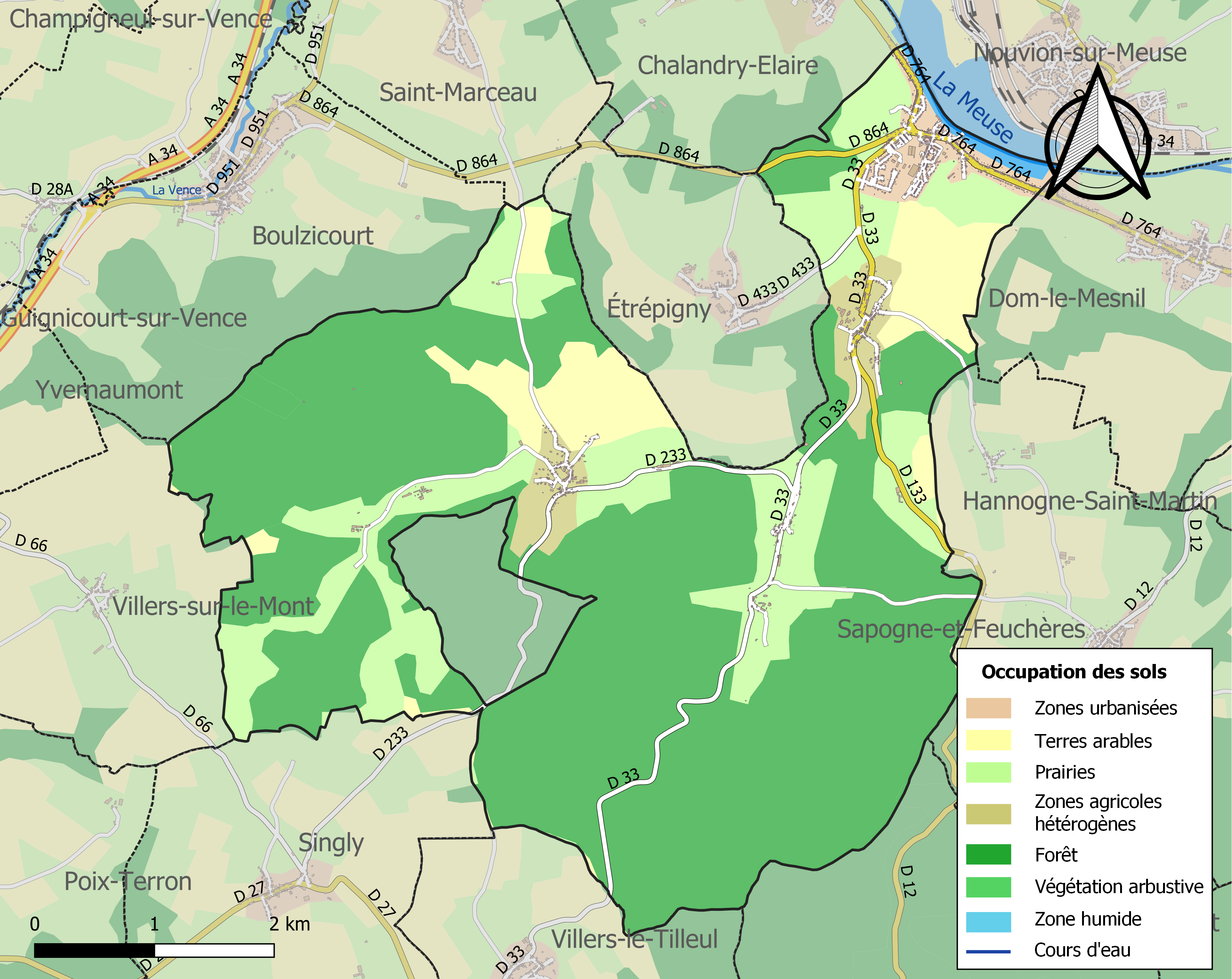

## Demografie
Onderstaande figuur toont het verloop van het inwonertal.

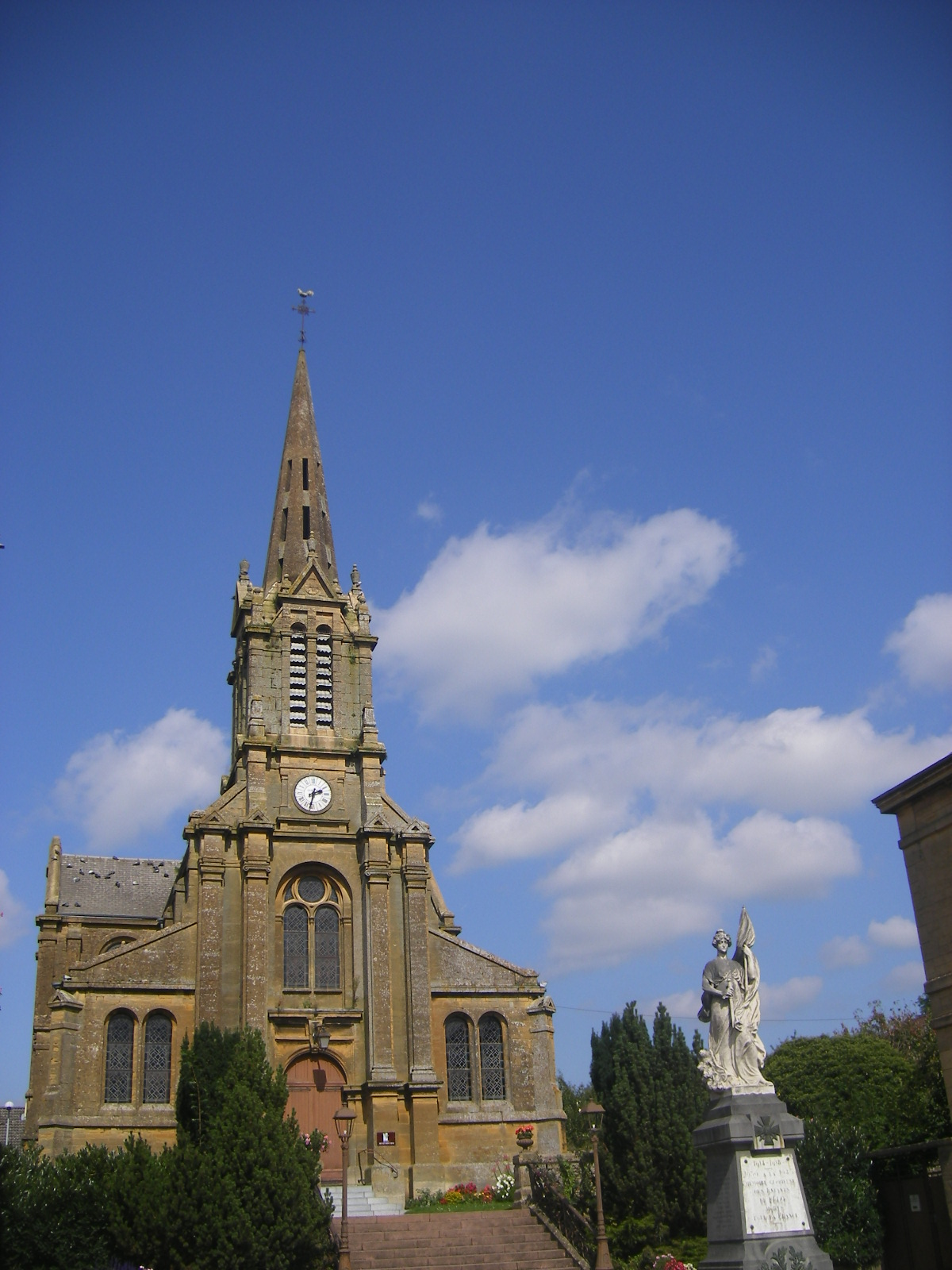
Kerk en oorlogsmonument

Vanwege een beveiligingsprobleem met de MediaWiki Graph-software is het momenteel niet mogelijk deze grafiek weer te geven. Zodra de software is bijgewerkt zal de grafiek vanzelf weer zichtbaar worden.
Les Ayvelles · Baâlons · Boulzicourt · Bouvellemont · Chagny · Chalandry-Elaire · Champigneul-sur-Vence · Dom-le-Mesnil · Étrépigny · Évigny · Flize · Guignicourt-sur-Vence · Hannogne-Saint-Martin · La Horgne · Mazerny · Mondigny · Montigny-sur-Vence · Nouvion-sur-Meuse · Omicourt · Omont · Poix-Terron · Saint-Marceau · Saint-Pierre-sur-Vence · Sapogne-et-Feuchères · Singly · Touligny · Vendresse · Villers-le-Tilleul · Villers-sur-le-Mont · Vrigne-Meuse · Warnécourt · Yvernaumont